# فهرست زرتشتیان
مشاهیر زرتشتی _
بزرگان زرتشتی مردم سرشناسی را شامل می‌شوند که به دین زرتشتی اعتقاد داشته یا دارند. و در زمان‌ها گوناگون خدمات بزرگی را به هازمان (جامعه) ایران نمودند

## برخی مشاهیر و بزرگان زرتشتی
- زرتشت: بنیادگذار دین مزدیسنی و نخستین مژده دهنده و دعوت کننده به یکتاپرستی

کوروش:نخستین پادشاه و بنیانگذار سلسله هخامنشی. پدر مردمان پارسی و نخستین پادشاه جهان شمول این قوم
```
 *
داریوش
:از پادشاهان هخامنشی کسی که اولین بار سکه ضرب کرد و در تقویت هخامنشیان نقش داشت
```

- جاماسپ: فرزانه و اخترمار یا منجم مزدیسن، دوست و داماد زرتشت
- گشتاسب: نخستین شاهی که دین مزدیسنی را پذیرفت و نیز پشتیبان زرتشت
- پوروچیستا:  دختر زرتشت و از نخستین گروندگان به دین زرتشتی
- کرتیر : موبدان موبد چهارشاه ساسانی و از عوامل گسترش مزدیسنی در روزگار ساسانی
- تنسر:  موبد زمان اردشیر بابکان
- آذرباد مهراسپندان : موبد دوران شاپور دوم و گردآورنده کتاب دینی خرده اوستا و چند اندرزنامه
- پاول پارسی (پولس ایرانی) : فیلسوف دوران خسروانوشیروان ساسانی
- فرهنگ مهر: معاون سابق نخست‌وزیر ایران و رئیس سابق دانشگاه شیراز و استاد دانشگاه بوستون آمریکا.
- دستور داراب: شاعر و نویسنده زرتشتی در قرن یازدهم هجری
- دستور دهالا: پژوهشگر دینی و زبانشناس اهل هندوستان.
- دقیقی: شاعر دوره سامانی و آغازکننده سرایش شاهنامه که پس از مرگ فردوسی کار اورا ادامه داد. بخشهایی از شاهنامه سروده اوست.
- مزدک: موبد یا هیربد دوران ساسانی که بدعتی در دین زرتشتی ایجاد کرد و فرقه مزدکی را بنیان گذاشت که یک آیین تازه ایی را به‌وجود آورد که اقبالی نیافت.
- ارداویراف: نویسنده و موبد معروف دوران ساسانی که اثری از او به نام ارداویراف‌نامه باقی‌مانده‌است که بیانگر زندگی بعد از مرگ در باور زرتشتیان است.
- زرتشت بهرام پژدو: شاعر زرتشتی قرن هفتم هجری
- مازیار: حکمران زرتشتی مازندران که علیه خلفای عباسی قیام کرد.
- اردشیر بابکان: نخستین شاه ساسانی و بنیانگذار حکومت ساسانی.
- شاپور دوم: پادشاه مقتدر ساسانی و حامی حکومت دینی
- انوشیروان: شاه فیلسوف نامدار ساسانی
- ارباب کیخسرو: از نمایندگان عالی‌رتبه مجلس و مؤسس کتابخانه مجلس
- بهرام گور آنکلساریا: مورخ و ایران‌شناس
- مانکجی لیمجی هاتریا: نخستین سفیر پارسیان در ایران در عهد قاجار و عامل بهبودی معیشتی زرتشتیان ایران در آن دوره
- ماهداد: نخستین موبدان موبد دوران ساسانی
- فردی مرکوری: خواننده زرتشتی گروه موسیقی کوئین
- بزرگمهر: حکیم، طبیب و اندرزگر ایرانی
- زوبین مهتا: رهبر نامی ارکستر موسیقی کلاسیک جهان
- جمشیدجی نوشروانجی تاتا: از پیشگامان صنعت در هندوستان
- پشوتن‌جی دوسابایی مارکار: بازرگان و نیکوکار پارسی
- مهربابا:  بنیانگذار فرقه‌ای عرفانی در جهان در قرن بیستم
- رستم گیو: مؤسس بنیاد خیریه گیو و سناتور مجلس سنا
- اسفندیار یگانگی: بنیانگذار آبیاری نوین در ایران
- اردشیر یگانگی: بنیانگذار اولین کارخانه مدرن چرم سازی ایران
- فرنگیس یگانگی: بنیانگذار سازمان صنایع دستی ایران
- میرزا سروش لهراسب: مدیر، نویسنده و شاعر
- هرمز آرش: واقف و سازنده محله تهرانپارس
- رشید شهمردان: ایران‌شناس، اوستاشناس و تاریخ‌نگار
- رستم شهزادی:موبد موبدان در زمان معاصر
- سروش جمشیدی: بازیگر تلویزیون ایران
- کیوان مزدا :جراح ستون فقرات
- فردوس کاویانی:بازیگر معروف سینما و تلویزیون ایران
- کورش نیکنام:هیربد زرتشتی و نماینده پیشین زرتشتیان در مجلس شورای اسلامی
- کامران جمشیدی:موبد زرتشتی و از گسترش دهندگان آیین بهی در اروپا